# Brzozolasek
Brzozolasek – jezioro o powierzchni 160 ha, dno pokryte częściowo warstwą mułu. Niewielkie (2,6 km długości, do kilometra szerokości) jezioro o nieregularnych kształtach ze wszystkich stron otacza Puszcza Piska, jest oddalone o 4 km od Pisza, znajduje się blisko granicy Mazurskiego Parku Krajobrazowego. Do jeziora wpada strumyk z jeziora Wiartel, zaś drugi wypływa do jeziora Pogubie Wielkie. Nad jeziorem leży miejscowość letniskowa Jabłoń. Na północy akwen tworzy wąską, zarastającą odnogę. Po wschodniej stronie leży rozległa, płytka zatoka o zabagnionych brzegach. Największe głębokości, powyżej 10 m (z maksymalną 17,2 m) występują na osi zbiornika, jest jeziorem w którym w zimie występuje przyducha, jezioro należy do bardzo dobrej klasy czystości, jest jeziorem rynnowym (wydłużone z północnego wschodu na południe).